# Microsoft Pay
Microsoft Pay是Microsoft行動支付和數位電子錢包服務，允許用戶在某些裝置上付款和存儲會員卡。 目前支持使用Microsoft Lumia 950，Lumia 950 XL和Lumia 650進行付款。Microsoft電子錢包不需要Microsoft電子錢包特定的非接觸式付款終端，並且可以與現有的非接觸式終端配合使用。  與Google Pay類似，Microsoft Wallet使用主機卡仿真（HCE）進行店內付款。

## 歷史
Microsoft電子錢包於2016年6月21日在美國推出。它最初發布給Microsoft的Windows Insider計劃的參與者，並隨後於2016年8月16日發布了Windows 10手機週年紀念更新版本。該服務僅針對Windows 10行動版以及Microsoft的電子錢包應用程式更新。
Microsoft電子錢包服務的推出代表Microsoft建立了自己的內部行動支付平台，使其能夠繞過其先前對基於Windows的智能手機上的非接觸式支付的第三方依賴。微軟的行動作業系統早在2012年就在Windows Phone 8和原來的電子錢包應用中支持NFC手機的非接觸式支付。然而，在以前的操作系統中，微軟依賴第三方應用推廣行動支付。行動業者不得不透過向客戶提供安全元件SIM卡來支持。此外，在美國，行動業者AT＆T，T-Mobile和Verizon需要使用他們合資開發的平台Softcard來處理付款。當Google在2015年初購買Softcard（並隨後關閉）時，它離開在美國沒有可行的非接觸式支付系統的Windows平台。
新平台允許Microsoft與金融機構和信用卡發行商直接協調，在美國開始在基於Windows的智能手機上進行非接觸式付款。
| 開放日期      | 適用地區/國家 |
| ------------- | ------------- |
| 2016年6月21日 | 美國          |